# Universidad Estatal de Jacksonville
La Universidad Estatal de Jacksonville es una universidad pública en Jacksonville, Alabama. Fundada en 1883, Jacksonville State ofrece programas de estudio en seis escuelas académicas que conducen a títulos de licenciatura, maestría, especialista en educación y doctorado, además de programas de certificación y oportunidades de educación continua.
La universidad fue fundada como Escuela Normal Estatal de Jacksonville, y en 1930, el nombre cambió a Jacksonville State Teachers College, y nuevamente en 1957, a Jacksonville State College . La universidad comenzó a funcionar con su nombre actual en 1966.
Actualmente, JSU tiene una matrícula de más de 9.000 estudiantes, con casi 500 profesores (más de 300 de los cuales son de tiempo completo). Está acreditado por la Asociación de Colegios y Escuelas del Sur (SACS).

## Historia

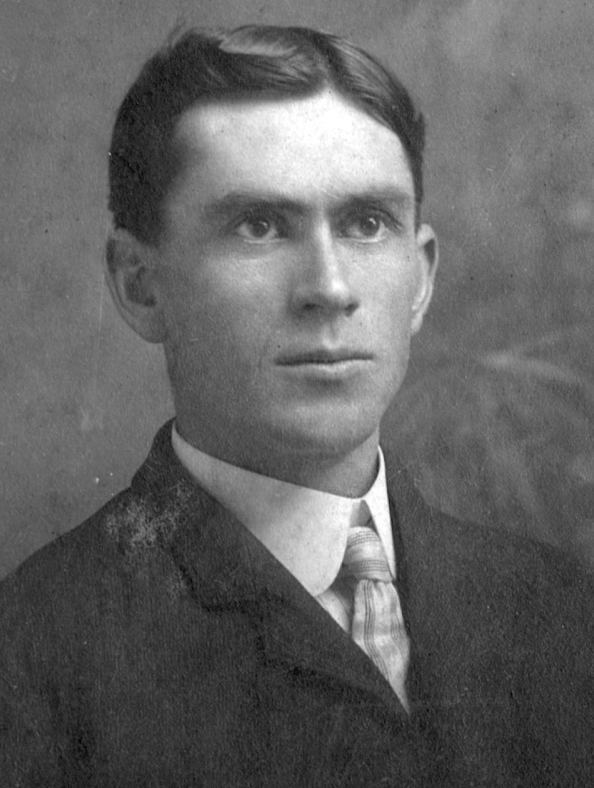
Presidente James Gazaway Ryals, Jr., c. 1883

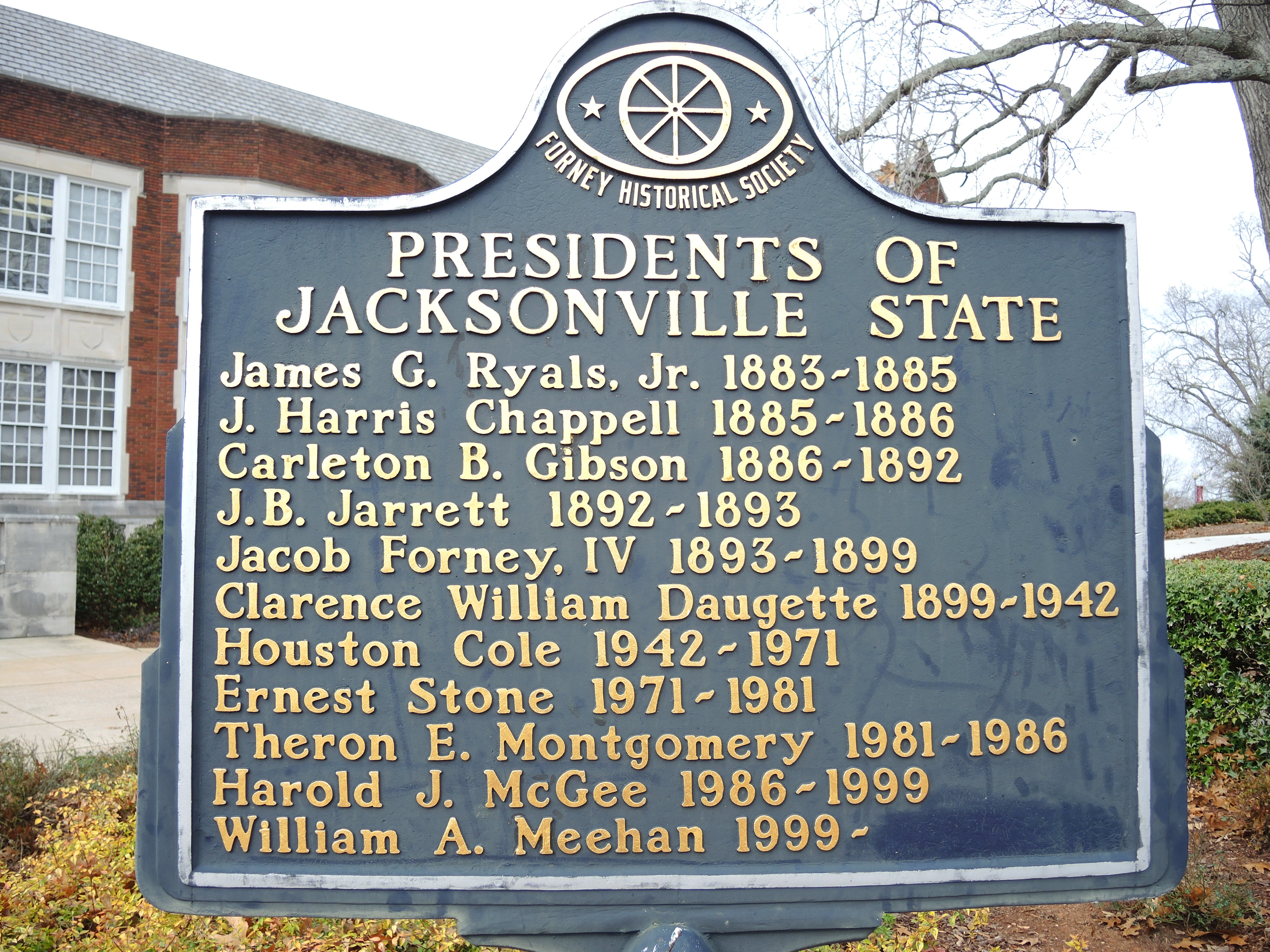
Marcador histórico de los presidentes de Jacksonville

### Escuela Normal Estatal de Jacksonville
La universidad fue fundada como Escuela Normal Estatal de Jacksonville, una escuela normal de "clase A", fue fundada por el estado de Alabama y el gobernador Edward A. O'Neal el 22 de febrero de 1883, con el fin de preparar a los profesores para trabajar en público. escuela.  Se estableció dentro del campus del antiguo Calhoun College en Jacksonville.   La primera junta directiva de la escuela normal incluyó a SK McSpadden, John M. Caldwell, James Crook, WP Howell, William M. Hames, DA Alderholt, HL Stevenson, WJ Alexander, JY Nisbet, LW Grant y John D. Hammond. quien se desempeñó como superintendente de educación del estado. 
La junta directiva nominó a James G. Ryals Jr. como el primer presidente de la escuela cuando abrió en el otoño de 1883, y cuando Ryals murió inesperadamente de neumonía en 1885, el miembro de la facultad Joseph Harris Chappell ocupó la presidencia durante un año.  Chappell partió hacia Milledgeville, Georgia, donde se desempeñó como el primer presidente de una nueva escuela normal que en algún momento se convirtió en Georgia College & State University.  La primera promoción de la Escuela Normal Estatal de Jacksonville fue en 1886.  Fue una de las primeras instituciones educativas en Alabama en tener una biblioteca en el campus. 

### Cambios de nombre
En 1930, el nombre cambió a Jacksonville State Teachers College. En 1957, el nombre de la escuela cambió una vez más a Jacksonville State College después de la creación del primer programa de posgrado, una maestría en educación primaria.  En agosto de 1966, la Junta de Educación del Estado de Alabama elevó la facultad a la categoría de universidad, lo que provocó un cambio de nombre de la escuela a Universidad Estatal de Jacksonville. 

### Tornado 2018
En la noche del 19 de marzo de 2018, un tornado EF3 azotó el campus y causó daños menores a graves en todos los edificios.  Era el primer día de vacaciones de primavera tanto para la universidad como para el sistema escolar de la ciudad de Jacksonville.
Las clases se reanudaron en la universidad el 9 de abril de 2018 y la ceremonia de graduación de primavera se llevó a cabo el 4 de mayo de 2018, según lo programado, pero se trasladó al estadio JSU desde el Pete Mathews Coliseum (que también se cerró debido a los daños del tornado).  Hubo cuatro heridos entre los residentes de la ciudad y ninguna muerte.  La universidad sufrió más de 100 millones de dólares en daños a la propiedad y el 27 de abril de 2018, el presidente Donald Trump declaró el evento un desastre federal.  La universidad continuó su semestre de verano según lo planeado y el presidente John Beehler declaró que todos los semestres siguientes continuarán con normalidad. 

## Presidentes
- James G. Ryals Jr. (1883 to 1885)[4]
- J. Harris Chappell (1885 to 1886)[13]
- Carleton Bartlett Gibson (1886 to 1892)[4]
- J.B. Jarrett (1892 to 1893)[6]
- Jacob Forney IV (1893 to 1899)[4]
- Clarence William Daugette (1899 to 1942)[4]
- Houston Cole (1942 to 1971)[14]
- Ernest Stone (1971 to 1981)[15]
- Theron E. Montgomery (1981 to 1986)[16]
- Harold J. McGee (1986 to 1999)[17]
- William A. Meehan (1999 to 2015)
- John M. Beehler (2015 to 2019)[18]
- Don C. Killingsworth, Jr. (2019 to present)[19]

## Administración y organización
Desde 2019, el estado de Jacksonville es administrado por el presidente Don Killlingsworth y la Junta Directiva del Estado de Jacksonville. Los miembros de la junta son designados por el Gobernador de Alabama para establecer las políticas de la universidad y seleccionar el personal directivo superior. Según la doctrina de responsabilidad colectiva, toda la junta directiva es responsable de las consecuencias financieras y de otro tipo de las actividades de la organización. El presidente supervisa su gabinete presidencial, compuesto por los vicepresidentes de la universidad y otro personal superior.

### Organización académica

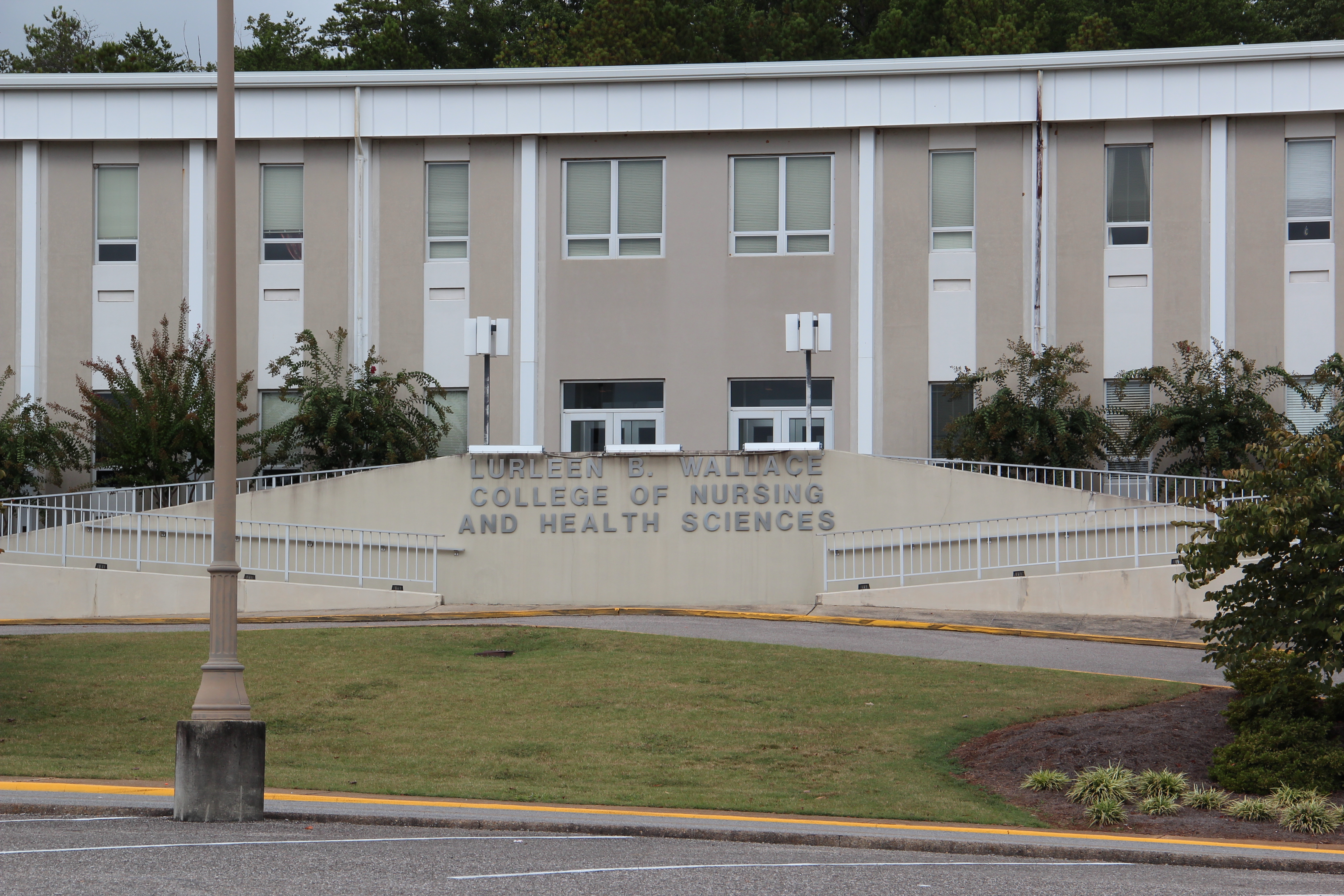
Wallace Hall, sede del programa de enfermería de JSU.

A través de las seis facultades académicas del estado de Jacksonville, la universidad ofrece programas centrados en la carrera donde los estudiantes pueden prepararse para la fuerza laboral.
- Facultad de Artes, Humanidades y Ciencias
- Facultad de Negocios e Industria
- Facultad de Educación y Estudios Profesionales
- Facultad de Profesiones de la Salud y Bienestar
- Facultad de Ciencias Sociales y del Comportamiento
- Facultad de Justicia Penal e Investigaciones Forenses

## Campus principal y satélites

### Campus principal
El campus principal de JSU tiene 459 acres (1,9 km²)   campus con 59 edificios en las estribaciones de los Apalaches del noreste de Alabama . Dado que este campus es el campus insignia del estado de Jacksonville, ofrece grandes instalaciones educativas, alojamiento y residencia universitaria, restaurantes en el campus, centros de estudiantes, alojamiento griego, instalaciones deportivas, instalaciones de salud y bienestar para estudiantes, oficinas administrativas, centros de estudios, un centro internacional. programa de alojamiento y una librería en el campus. La mayoría de los estudiantes que estudian en Jacksonville State asisten a cursos aquí.

### Campus del Centro Little River Canyon
El campus del Little River Canyon Center se abrió al público en 2009 y es un edificio de la Universidad Estatal de Jacksonville ubicado en Fort Payne, Alabama, que linda con la Reserva Nacional Little River Canyon. Una parte se alquila al Servicio de Parques Nacionales y al personal de la Reserva Nacional Little River Canyon con una instalación que cuenta con un gran salón, sala de cine de alta definición, tienda de regalos, biblioteca de historia natural, exhibiciones, aulas, terraza trasera, anfiteatro al aire libre y senderos. tanto para la educación como para la aventura. 

### Campus McClellan
El Consorcio de Educación Superior de la Universidad Estatal de Jacksonville se estableció en 2003 y alberga dos escuelas estatales: la Universidad Estatal de Jacksonville – Centro McClellan y el Campus McClellan del Gadsden State Community College. Desde 2005, el edificio 3181 del Centro McClellan ha albergado el Instituto de Preparación para Emergencias, en Servicio y la Academia de Policía del Noreste de Alabama. GSCC alberga a los estudiantes universitarios tradicionales. Sus programas EMS y 911, además de las clases básicas de inglés, matemáticas, etc., también se encuentran en el edificio.

## Inscripción
La universidad registró la inscripción más alta de todos los tiempos en el otoño de 2023 con una plantilla general de 9,672 estudiantes. 

## Eventos en el campus
El 1 de enero de 2012, la banda de música y el equipo de baile de la universidad, The Southerners and the Marching Ballerinas,  encabezaron el Desfile del Día de Año Nuevo en Londres, Inglaterra, que también inició la celebración de un año de duración de Su Majestad la Reina Isabel. El Jubileo de Diamante del II y los Juegos Olímpicos de Verano de Londres 2012.  La invitación para encabezar el desfile llegó en septiembre de 2010, justo cuando los sureños se enteraron de que habían recibido la Medalla de Honor George Washington, reconocida a nivel nacional, por su espectáculo patriótico de 2009, "Of Thee I Sing".
En febrero de 2006, la Universidad Estatal de Jacksonville fue nombrada "ganadora" del Código de Discurso del Mes de la Fundación para los Derechos Individuales en la Educación (FIRE).  En ese momento, FIRE calificó el Código de Conducta Universitario como "ilegalmente demasiado amplio". Consideraron que el código violaba la Primera Enmienda de la Constitución que protege el discurso ofensivo. Desde entonces, la política ha cambiado.

## Atletismo
Los equipos de atletismo del estado de Jacksonville reciben el sobrenombre de Gamecocks . Jax State es miembro de la Conferencia USA en la División I FBS (Football Bowl Subdivision) de fútbol, anteriormente IA, de la NCAA. El equipo de fútbol de la universidad ganó atención nacional en 2001 cuando la pateadora junior (tercer año) Ashley Martin se convirtió en la primera jugadora de fútbol en anotar un punto en un partido de la División I sumando 3 puntos contra la Universidad de Cumberland.
El 1 de julio de 2021, Jax State pasó a la Conferencia ASUN, liga de la que había sido miembro desde 1995 hasta 2003. Actualmente, ASUN no patrocina el fútbol, pero ha anunciado planes para lanzar una liga de fútbol en un futuro próximo.  Hasta ese momento, Jax State era un miembro asociado de facto de la Western Athletic Conference, compitiendo en una asociación de fútbol entre las dos ligas oficialmente denominada ASUN-WAC Challenge. 
La escuela cuenta con equipos universitarios en 14 deportes: béisbol, baloncesto masculino y femenino, campo a través, fútbol americano, golf masculino y femenino, rifle, fútbol femenino, sóftbol, tenis masculino y femenino, atletismo femenino y voleibol. El equipo de fútbol juega en el Burgess-Snow Field con capacidad para 25.000 espectadores. Los equipos de baloncesto y voleibol masculino y femenino juegan en el Pete Mathews Coliseum. Antes del año académico 1993–94, Jacksonville State compitió en atletismo de la División II de la NCAA, ganando campeonatos nacionales de baloncesto masculino (1985), béisbol (1990 y 1991), fútbol (1992) y gimnasia (1984 y 1985).

### Equipos
La Universidad Estatal de Jacksonville patrocina un equipo mixto de rifle, seis equipos masculinos y diez femeninos en deportes autorizados por la NCAA: 
|  | Men's Teams - Baseball - Basketball - Cross Country - Football - Golf - Tennis | Women's Teams - Basketball - Beach volleyball - Bowling - Cross Country - Golf - Soccer - Softball - Tennis - Track & Field (Indoor & Outdoor) - Volleyball |

### Fútbol americano

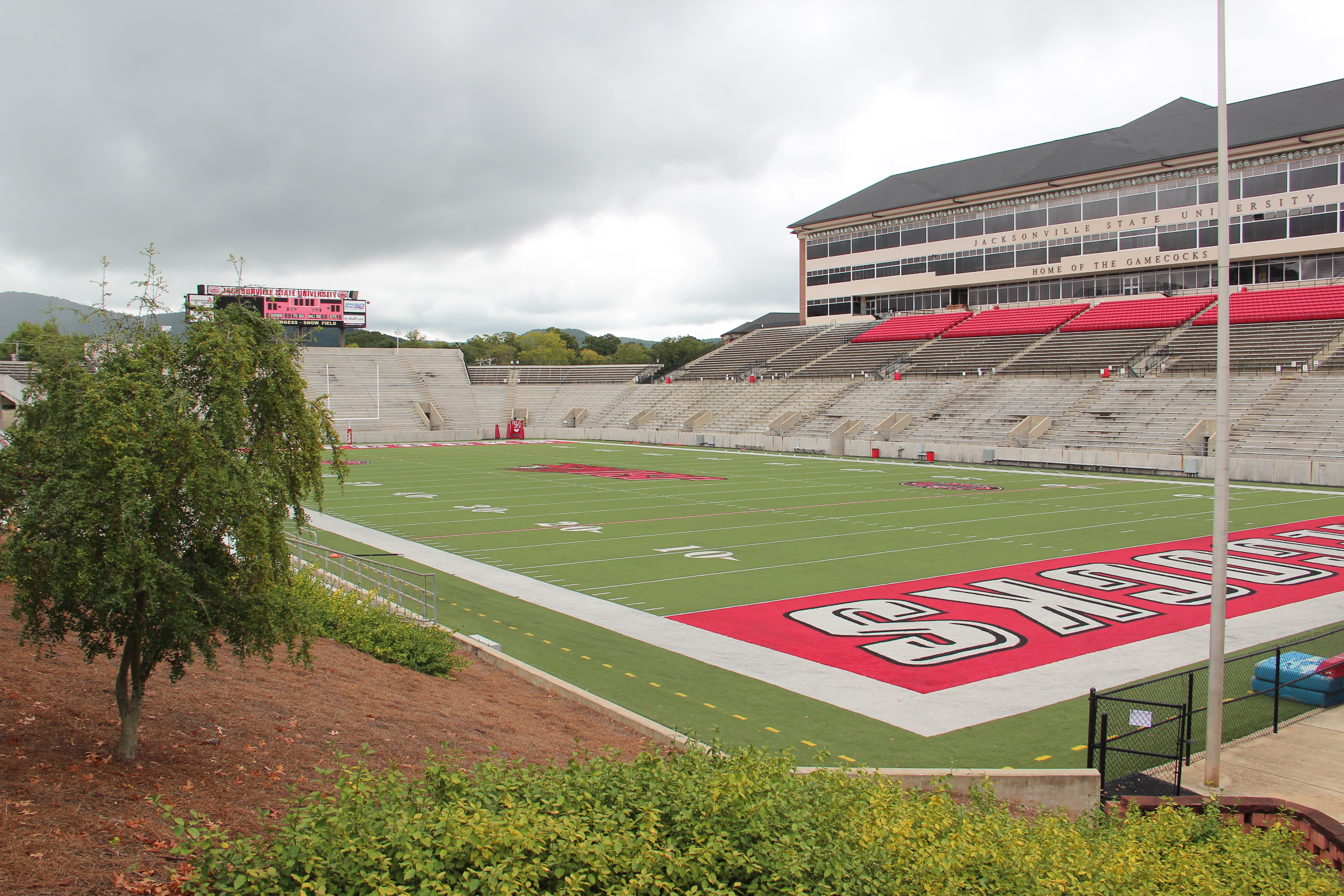
Burgess – Snow Field en el estadio JSU

El programa de fútbol americano Jacksonville State Gamecocks es el equipo interuniversitario de fútbol americano de la Universidad Estatal de Jacksonville. El equipo compite en la Subdivisión de Football Bowl (FBS) de la División I de la NCAA como miembro de la Conferencia de EE. UU. El primer equipo de fútbol del estado de Jacksonville se presentó en 1904, apodado en ese momento como "búhos reales". El equipo juega sus partidos en casa en el Burgess-Snow Field con capacidad para 24.000 asientos en el JSU Stadium en Jacksonville, Alabama. Los Gamecocks contratan al ex entrenador de fútbol de la División I Rich "RichRod" Rodríguez para la temporada 2022. Rodríguez fue anteriormente entrenador en jefe de la potencia futbolística de Míchigan (2008-10), así como de Virginia Occidental (2001-07) y Arizona (2012-17). Su brillo se ha apagado en los últimos años y busca regresar al círculo de entrenadores en jefe aquí en Jax State. Proviene de Louisiana Monroe, donde se desempeñó como coordinador ofensivo bajo la dirección del entrenador en jefe Terry Bowden. "RichRod" reemplaza al exentrenador en jefe de los Gamecocks, John Grass, quien renunció después de la temporada 2021. Glass tuvo un récord de 72-26 durante su mandato como entrenador en jefe, que incluyó 6 campeonatos de la Conferencia del Valle de Ohio. En 2021, los Gamecocks derrotaron a los Florida State Seminoles en Tallahassee, Florida, con un pase de touchdown de 59 yardas al final del juego. 

### Béisbol
El equipo de béisbol Jacksonville State Gamecocks es un equipo atlético interuniversitario universitario de la Universidad Estatal de Jacksonville. El equipo es miembro de la Conferencia del Valle de Ohio, que forma parte de la División I de la Asociación Nacional de Atletismo Universitario.

### Baloncesto
El equipo de baloncesto masculino Jacksonville State Gamecocks es el equipo de baloncesto masculino que representa a la Universidad Estatal de Jacksonville. El equipo de la escuela compite actualmente en la Conferencia del Valle de Ohio. Su entrenador en jefe es Ray Harper.

### Baloncesto femenino
El equipo de baloncesto femenino Jacksonville State Gamecocks es el equipo de baloncesto femenino que representa a la Universidad Estatal de Jacksonville. El equipo compite actualmente en la Conferencia del Valle de Ohio.

### Softbol
El equipo de softbol Jacksonville State Gamecocks representa a la Universidad Estatal de Jacksonville en el softbol universitario de la División I de la NCAA. El equipo participa en la Conferencia del Valle de Ohio (OVC).

## Los sureños en marcha
La banda de música de la Universidad Estatal de Jacksonville, The Marching Southerners, fue fundada en 1956 por John Finley. También concibió la línea de baile de precisión de la banda, The Marching Ballerinas.  David L. Walters, que da nombre al departamento de música de JSU, se desempeñó como director de la banda de 1961 a 1991 y se le atribuye haber llevado a los Marching Southerners a la prominencia nacional.  Los Marching Southerners presentan a las Marching Ballerinas y las famosas 20J's, llamadas así por la tuba CG Conn 20J que los Southerners presentan con orgullo en sus espectáculos de medio tiempo.  Los sureños recibieron en 2021 el Trofeo Sudler, el premio más alto para bandas de música universitarias.

## Vida griega
Se dice que más del diez por ciento del alumnado universitario participa en la vida griega. Hay aproximadamente 17 organizaciones sociales y otras 22 organizaciones de letras griegas.
Un total de 16 estudiantes fueron arrestados en 2013 en relación con acusaciones de novatadas; Los informes de noticias indicaron que Alpha Phi Alpha había estado involucrado.  En 2015, el capítulo de Sigma Phi Epsilon de JSU se cerró luego de otra serie de acusaciones de novatadas. 